# کتابشناسی ده‌ساله ایران
کتابشناسی ده‌سالهٔ ایران (لیست کتاب‌های ایران از سال ۱۳۳۳ تا ۱۳۴۲) کتابی‌ست که توسط ایرج افشار برحسب موضوعِ کتاب‌های چاپ‌شده در سال‌های ۱۳۳۳-۱۳۴۲ تنظیم شده‌است. این فهرست دارای رده‌بندی دهدهی دیویی است و سه نمایهٔ موضوعی، نام کتاب و نام مؤلفان و مترجمان را دربردارد.